# Le Chaffaut-Saint-Jurson
Le Chaffaut-Saint-Jurson ist eine südfranzösische Gemeinde mit 689 Einwohnern (Stand 1. Januar 2022) im Département Alpes-de-Haute-Provence in der Region Provence-Alpes-Côte d’Azur. Sie gehört zum Arrondissement Digne-les-Bains und zum Kanton Riez. Die Bewohner nennen sich die Chaffaudiers.

## Geografie
Der Fluss Bléone bildet im Nordwesten die Grenze zu Mirabeau, Mallemoisson und Aiglun. Die übrigen Nachbargemeinden sind Digne-les-Bains im Nordosten, Châteauredon im Osten, Mézel im Südosten, Saint-Jeannet im Süden und Malijai im Westen.
1.346 Hektar der Gemeindegemarkung sind bewaldet, das Dorf liegt auf 584 m. Le Chauffat-Saint-Jurson befindet sich an der historischen meterspurigen Bahnstrecke Nizza–Digne-les-Bains.

## Geschichte

### Internierungslager Le Chaffaut
Über die Eröffnung eines Internierungslagers in Le Chaffaut gibt es unterschiedliche Aussagen. Nach der Webseite Basses-Alpes 39–45 wurden im September 1939 zeitgleich zwei Internierungslager in Le Chaffaut und in Digne-les-Bains eröffnet. Dort wird auch der Fall eines Kaufmann berichtet, der im März 1940 zunächst in Digne, dann in Chaffaut und schließlich in Sisteron interniert worden sei.
Auf der Webseite der Organisation AJPN – Anonymes, Justes et Persécutés durant la période Nazie dans les communes de France heißt es dagegen, das Lager in Le Chaffaut sei erst im Sommer 1940 als Camp de séjour surveillé (überwachtes Aufenthaltszentrum) eröffnet worden. Es seien damals 233 Männer nach Le Chaffaut gekommen, die meisten von ihnen aus der Desmichels-Kaserne in Digne. Bei den Häftlingen habe es sich um „unerwünschte französische Zivilisten“ aus den Basses-Alpes und den Alpes-Maritimes sowie auch um Militärangehörige gehandelt.
Die Unterbringung der Inhaftierten erfolgte im Lager Chaffaut und dessen Dependancen auf dem Bauernhof des Schlosses Carmejanes, in Digne, in Forcalquier, in Peyruis und in Les Mées. Sie arbeiteten in der Landwirtschaft, im Forst, aber auch für das Militär.
Am 17. oder 18. April 1941 wurde das Lager Le Chaffaut geschlossen. Die Internierten wurden in die Zitadelle von Sisteron, das Sammellager Nexon und ins Internierungslager Fort-Barraux verlegt.

## Bevölkerungsentwicklung
| Jahr      | 1962 | 1968 | 1975 | 1982 | 1990 | 1999 | 2008 | 2012 |
| --------- | ---- | ---- | ---- | ---- | ---- | ---- | ---- | ---- |
| Einwohner | 193  | 196  | 229  | 346  | 510  | 674  | 721  | 755  |

## Sehenswürdigkeiten
- Schloss Chaffaut, Monument historique

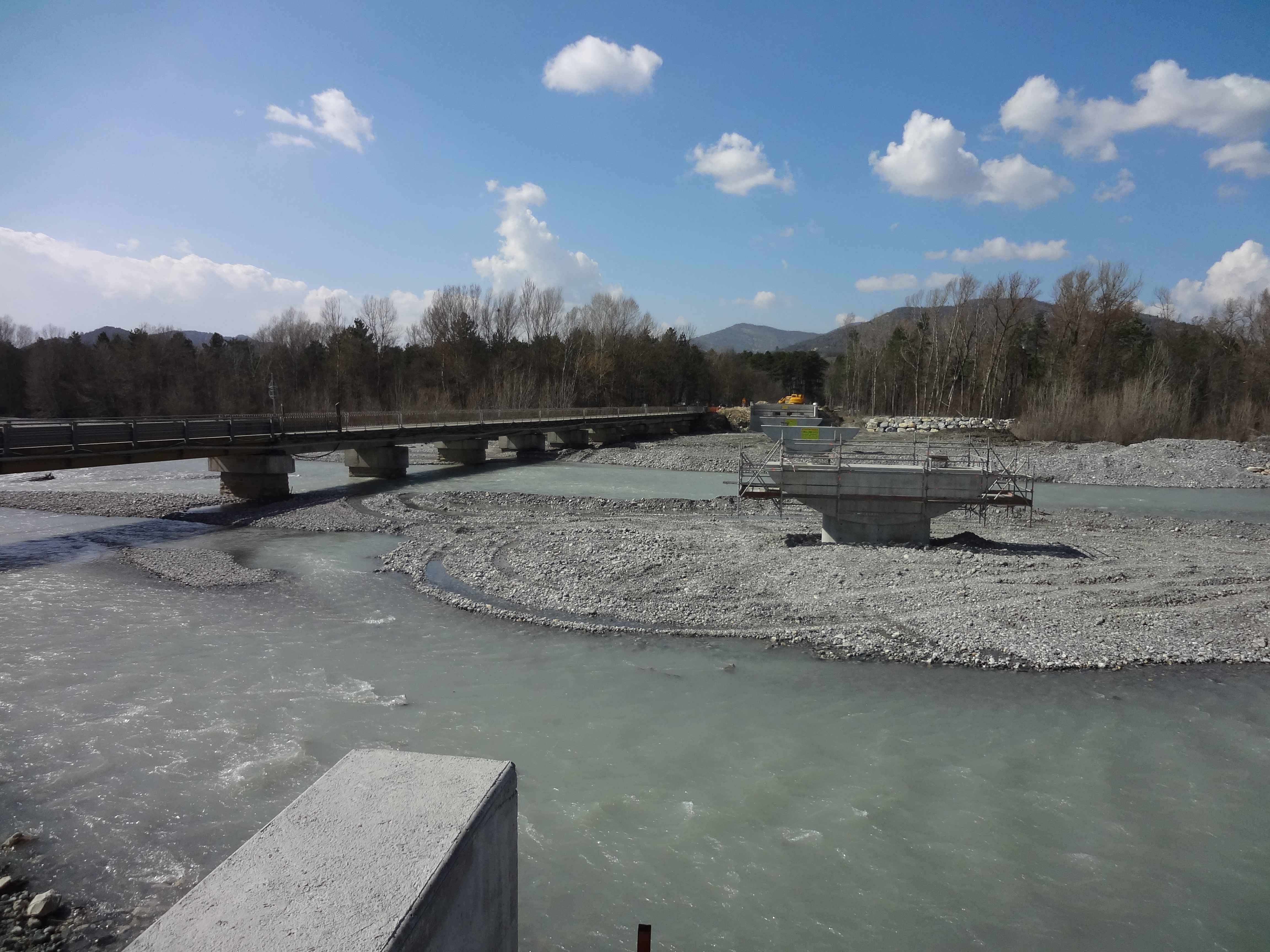
Zwei Brücken über die Bléone, eine davon im Bau